# Issèl
Issèl (en francès Issel) és un municipi de França de la regió d'Occitània, al departament de l'Aude